# In Marge We Trust
In Marge We Trust, llamado En Marge confiamos en España y Pregúntale a Marge en Hispanoamérica, es un episodio perteneciente a la octava temporada de la serie animada Los Simpson, estrenado originalmente el 27 de abril de 1997. Fue escrito por Donick Cary y dirigido por Steven Dean Moore. Las estrellas invitadas son Sab Shimono como Mr. Sparkle, Gedde Watanabe como el trabajador de la fábrica, Denise Kumagai y Karen Maruyama como las bailarinas, y Frank Welker como los mandriles. El episodio tiene como protagonista al Reverendo Lovejoy.

## Sinopsis
Un domingo en la iglesia, el sermón del Reverendo Lovejoy resulta ser tan aburrido que todos los feligreses pierden el interés e, incluso, se duermen. Después de asistir, Homer Simpson lleva a Bart y Lisa al basurero de Springfield, donde encuentran una caja de detergente japonés, llamado Mr. Sparkle (Mr. Chispa en Latinoamérica, Mr. Crocket en España). La cara en la caja de detergente es idéntica a Homer. 
Mientras tanto, Marge se entera del poco entusiasmo que pone el Reverendo Lovejoy en ayudar a la gente que le pide consejos. Para solucionar el problema, decide trabajar en la iglesia como consejera y pronto se hace conocida como "La señora que escucha". La tarea de Marge consistía en ayudar a la gente con sus problemas, después de escucharlos. Pronto, el Reverendo se da cuenta de que ya la gente no lo necesitaba, y cae en un estado depresivo. 
Homer, sorprendido y molesto por la caja de Mr. Sparkle, contacta a la fábrica del detergente, situada en Hokkaidō, Japón, para recibir información. Pronto recibe en su casa un video que promociona al detergente Mr. Sparkle, el cual consiste en una bizarra publicidad de televisión. Al final del video, se revela que la mascota de la marca, que era igual a Homer, se trataba en realidad de la unión de un pez y una lámpara amarilla, que juntos formaban la cara de Mr. Sparkle. Homer queda sorprendido al descubrir que todo había sido casualidad. 
Un día, Ned Flanders llama a Marge para que le ayudase. Jimbo, Dolph, y Kearney estaban merodeando alrededor de la tienda de zurdos, haciendo preocupar a Ned, ya que los jóvenes podrían ocasionar problemas. Marge le sugiere que los eche de allí. Ned lo hace, pero solo logra enfadar a los muchachos, que lo persiguen y mortifican. Luego, Jimbo corta el cable del teléfono, y, por consiguiente, la comunicación. Marge asume erróneamente que todo estaba bien. 
A la mañana siguiente, Maude Flanders informa a Marge que Ned no había vuelto a su casa la noche anterior. Marge se da cuenta de que ella era la culpable de la desaparición de su vecino, por lo que va a pedir ayuda al Reverendo Lovejoy y los dos siguen el rastro de Ned hasta el zoológico. Jimbo, Dolph y Kearney habían dejado de perseguir a Ned, quien había quedado atrapado en el área de los mandriles. Mientras la familia Simpson lo observa, el Reverendo rescata a Ned en el tren para alimentar a los mandriles, luego de defenderse de los ataques de los animales. Después de su rescate, el Reverendo se siente útil otra vez, y redescubre la pasión por su trabajo, contando a su congregación la emocionante historia del rescate de Ned Flanders.

## Producción
En la octava temporada, el programa había empezado a emitir episodios cuyos protagonistas fuesen personajes secundarios. El Reverendo Alegría fue elegido para este episodio porque, además de ser conocido como "el religioso a quien no le importan los feligreses", no había estado muy presente en la serie. Este fue el primer episodio que Donick Cary escribió para Los Simpson, y se sintió decepcionado de que su primera historia fuese de la "crisis de Marge con la fe". El viaje al basurero estuvo inspirado por la juventud de Donick Cary, cuando iba a menudo a hacer la misma actividad que hace Homer en el episodio. Esto llevó al escritor a poner la cara de Homer en una caja de detergente, lo cual se convirtió en la historia secundaria del episodio. Para poder hacer el comercial, los escritores vieron videos de varias publicidades japonesas. Una escena original de los recuerdos de Alegría mostraba a Jasper Beardley precediéndolo como Reverendo de la Iglesia de Springfield. La solución de por qué Mr. Sparkle se parece a Homer fue escrita por George Meyer después de pasar horas pensando un final realista. La compañía Matsumura Fishworks fue nombrada así por Aturo Matsumura, un amigo de David X. Cohen.